# Tringa
Tringa es un género de aves caradriformes de la familia Scolopacidae conocidas vulgarmente como archibebes. Son aves marinas caracterizadas por poseer un largo pico y unas patas también largas y coloradas.

## Taxonomía
Se conocen 13 especies de Tringa:
- Tringa brevipes - playero siberiano
- Tringa erythropus - archibebe oscuro
- Tringa flavipes - archibebe patigualdo chico, pitotoy chico
- Tringa glareola - andarríos bastardo
- Tringa guttifer - archibebe moteado
- Tringa incana - playero de Alaska
- Tringa melanoleuca - archibebe patigualdo grande, chorlo mayor de patas amarillas o pitotoy grande
- Tringa nebularia - archibebe claro
- Tringa ochropus - andarríos grande
- Tringa semipalmata - playero aliblanco
- Tringa solitaria - andarríos solitario
- Tringa stagnatilis - archibebe fino
- Tringa totanus - archibebe común